# Cenophengus marmoratus
Cenophengus marmoratus är en skalbaggsart som beskrevs av Wittmer 1976. Cenophengus marmoratus ingår i släktet Cenophengus och familjen Phengodidae. Inga underarter finns listade i Catalogue of Life.